# Фијат R.22
Фијат R.22 (итал. Fiat R.22) је италијански једномоторни, двоседи, двокрилни извиђачки авион. Авион је први пут полетео 1925. године. Производила га је фирма Фиат Авиазионе 1920-тих година двадесетог века.

## Пројектовање и развој
Авион Фиат R.22 је пројектовао тим инжењера  Celestino Rosatelli. У односу на свог претходника из 1918. године Фиат R.2 који се показао као веома добар авион, овај авион је био металне конструкције, сескиплан форме, био је већи, бржи, са већим радијусом и снажнијим мотором. Авион је први пут полетео 1925. године.

## Технички опис
Труп му је правоугаоног попречног пресека, бокови трупа и под су равни а поклопац трупа закривљен. Носећа конструкција трупа се састоји од две уздужне метална решетке (Воренова греда), које повезују кљун са репом авиона. Ове решеткасте конструкције су међусобно повезане попречним гредама и дијагоналама. Попречне греде и дијагонале за повезивање и учвршћење конструкције су челичне цеви као и уздужне. На такву просторну конструкцију су постављени попречни рамови који формирају облик трупа авиона. На бочним страницама трупа, за рамове су причвршћене уздужне "летве" постављене да би држале платнену облогу. Прамац или кљун трупа у пределу мотора је обложен алуминијумским лимом. Шперплочом је обложена горња страна трупа. Изван лимене облоге, цео труп је обложен импрегнираним обојеним платном. Авион је имао два отворена кокпита у тандем распореду. Пилот је седео у првом а у другом у је седео осматрач који је уједно и био митраљезац у случају напада на авион. Прегледност из пилотске кабине је била добра јер се хладњак расхлдне течности налазио испред мотора.
Авион Фиат R.22 је био опремљен 12-то цилиндричним мотором са линијским распоредом цилиндара и течношћу хлађен Fiat A.22 снаге 550 KS 405 kW.  На вратилу мотора се налазила двокрака дрвена вучна елиса фиксног корака. Хладњак за расхладну течност се налази испред мотора а иза елисе.
Крила су била металне конструкције са две рамењаче, релативно танког профила, пресвучена импрегнираним платном. Крилца за управљање авионом су се налазила само на горњим крилима. Крила нису била једнака. Авион је био сескиплан типа код којих је доње крило мањих димензија од горњег.  Доње крилу је при трупу смањене ширине да би осматрач који седи у другом кокпиту имао већи видокруг.  Горња и доња крила су међусобно била повезана и укрућена V упорницама направљених од челичних цеви (Воренова греда). Спојеви предње ивице са бочним ивица крила су полукружно изведени.
Конструкције репних крила и вертикални стабилизатор као и кормило правца су била направљена од дрвета пресвучена платном.
Стајни трап је био, за то време, конвенционалан фиксан, бициклистичког типа, са једноставним точковима међусобно независна (нема фиксне осовине на којој су точкови). Конструкција трапа је била од заварених челичних цеви.  Испод репа, авион је имао дрвену еластичну дрљачу као трећу ослону тачку.

## Наоружање
Авион је био наоружан са два фиксна, са елисом синхронизована митраљеза, која су се налазила испред пилота на горњој страни трупа, изнад мотора и пуцала су кроз обртно поље елисе. Удвојени митраљез се налазио на рундели кокита у коме се налазио осматрач.
| Наоружање авиона: Фиат         |     |
| Ватрено (стрељачко) наоружање  |     |
| Топ                            |     |
| Митраљез                       |     |
| Број и ознака митраљеза        | 4 х |
| Калибар                        | 7,7 |
| Бомбардерско наоружање (бомбе) |     |
| Ракетно наоружање (ракете)     |     |

## Верзије
Није направљена ниједна додатна верзија овог авиона.

## Оперативно коришћење
Улога Авион Фиат R.22 је извиђачки авион и задатак му је да прикупља све потребне податке до којих може доћи из ваздуха о противничкој страни.
Производња Овај авион се производио у периоду од 1925. до 1928. а укупно је произведено 23 авиона.
Употреба Авион је коришћен као извиђач у италијанском ратном ваздухопловству између два рата. Покушаји да се авион прода другим земљама остали су без успеха.

## Земље које су користиле авион
- Италија